# Уитфилд (Флорида)
Уитфилд (англ. Whitfield) — статистически обособленная местность, расположенная в округе Манати (штат Флорида, США) с населением в 2984 человека по статистическим данным переписи 2000 года.

## География
По данным Бюро переписи населения США статистически обособленная местность Уитфилд имеет общую площадь в 3,63 квадратных километров, водных ресурсов в черте населённого пункта не имеется.
Статистически обособленная местность Уитфилд расположена на высоте 5 м над уровнем моря.

## Демография
По данным переписи населения 2000 года в Уитфилдe проживало 2984 человека, 878 семей, насчитывалось 1244 домашних хозяйств и 1364 жилых дома. Средняя плотность населения составляла около 822,04 человека на один квадратный километр. Расовый состав населённого пункта распределился следующим образом: 94,27 % белых, 2,98 % — чёрных или афроамериканцев, 0,13 % — коренных американцев, 0,70 % — азиатов, 0,07 % — выходцев с тихоокеанских островов, 1,04 % — представителей смешанных рас, 0,80 % — других народностей. Испаноговорящие составили 4,73 % от всех жителей статистически обособленной местности.
Из 1244 домашних хозяйств в 21,9 % воспитывали детей в возрасте до 18 лет, 58,0 % представляли собой совместно проживающие супружеские пары, в 9,1 % семей женщины проживали без мужей, 29,4 % не имели семей. 20,8 % от общего числа семей на момент переписи жили самостоятельно, при этом 8,9 % составили одинокие пожилые люди в возрасте 65 лет и старше. Средний размер домашнего хозяйства составил 2,40 человек, а средний размер семьи — 2,75 человек.
Население статистически обособленной местности по возрастному диапазону по данным переписи 2000 года распределилось следующим образом: 17,9 % — жители младше 18 лет, 6,2 % — между 18 и 24 годами, 26,9 % — от 25 до 44 лет, 28,3 % — от 45 до 64 лет и 20,7 % — в возрасте 65 лет и старше. Средний возраст жителей составил 44 года. На каждые 100 женщин в Уитфилдe приходилось 96,1 мужчин, при этом на каждые сто женщин 18 лет и старше приходилось 94,3 мужчин также старше 18 лет.
Средний доход на одно домашнее хозяйство статистически обособленной местности составил 51 536 долларов США, а средний доход на одну семью — 54 009 долларов. При этом мужчины имели средний доход в 35 444 доллара США в год против 24 375 долларов среднегодового дохода у женщин. Доход на душу населения статистически обособленной местности составил 51 536 долларов в год. 3,3 % от всего числа семей в населённом пункте и 6,3 % от всей численности населения находилось на момент переписи населения за чертой бедности, при этом 8,3 % из них были моложе 18 лет и 6,6 % — в возрасте 65 лет и старше.